# Hip hop ceco
L'hip hop ceco è una sottocultura musicale hip hop nella Repubblica Ceca.
La storia incomincia dopo la rivoluzione di velluto nel 1989.
Da quel momento si creò questa subcultura con molti gruppi musicali, club, e festival hip hop che apparvero in tutto il paese.

## Festival hip hop della Repubblica Ceca
- Hip Hop Kemp
- Urban Rapublic